# Casa de Balliol

Gules an orle argent

A Casa de Balliol (pronuncia-se Bailleul) era uma família nobre originária da aldeia de Bailleul na Picardia. Eles possuíam propriedades na Inglaterra, concedidas durante o reinado do rei William Rufus. Através do casamento, eles reivindicavam o Trono da Escócia. Um membro da família, John Balliol, foi nomeado rei da Escócia após a disputada sucessão após a extinção da linha Dunkeld. John foi deposto, levando à Primeira Guerra da Independência Escocesa. Seu filho, Edward Balliol, também controlou brevemente o trono escocês durante a Segunda Guerra da Independência Escocesa. Edward não teve problemas e a linha direta foi extinta com ele.

## Lista de chefes das propriedades de Balliol
- Guy I de Balliol (falecido antes de 1130 × 1133), senhorio estabelecido no norte da Inglaterra em 1090
- Bernard I de Balliol (falecido em 1154 x 1162), sobrinho de Guy
- Guy II de Balliol (falecido no início da década de 1160 x 1167), filho de Bernard
- Bernard II de Balliol (morreu c.  1190 ), irmão de cima
- Eustace de Balliol (falecido c. 1209), primo de cima
- Hugh de Balliol (falecido em 1229), filho de cima
- John I de Balliol (falecido em 1268), filho de cima, o fundador do Balliol College
- John II de Balliol (falecido em 1314), filho de cima, reinou como rei da Escócia de 1292 a 1296, como descendente de David I da Escócia da Casa de Dunkeld
- Edward de Balliol (falecido em 1364), filho mais velho de John; de 1332 a 1356 foi um pretendente ao trono escocês com o apoio da Inglaterra, em oposição a David II da Escócia

Os dois últimos da lista tiveram apoio inglês para suas reivindicações, mas ambos foram depostos. Edward morreu sem descendência, mas a descendência de Balliol continuou por meio de sua prima Christine de Lindsay (neta de João I), que se casou com Enguerrand V, senhor de Coucy, com os senhores de Coucy e, finalmente, os reis Bourbon da França e da Espanha.